# スペンサー・シルバー
スペンサー・ファーガソン・シルバー3世（Spencer Ferguson Silver III、1941年2月6日 - 2021年5月8日）は、接着剤を専門とするアメリカ合衆国の化学者である。3M社で、アーサー・フライ（アート・フライ）がポスト・イットを作る際に使用した接着剤を考案したことで知られている。

## 若年期
スペンサー・ファーガソン・シルバー3世は、1941年2月6日、テキサス州サンアントニオで生まれた。父のスペンサー・シルバー・ジュニアは会計士、母のバーニス・シルバー（旧姓ウェント）は秘書であった。
アリゾナ州立大学で化学を専攻し、1962年に学士号を取得した後、1966年にコロラド大学ボルダー校で有機化学の博士号を取得した。その後、3M社の中央研究所で上級化学者として勤務した。

## キャリア
シルバーは、3M社の中央研究所で、感圧接着剤の開発を担当する上級化学者としてキャリアをスタートさせた。
1968年、スペンサーは、航空機の製造に使用できる強力な接着剤の開発に着手した。しかし、その目的は果たせず、最終的に、小さなアクリルの球体でできた「マイクロスフィア」という接着剤を開発した。この粘着剤は、紙を接着するのに十分で、紙を引き剥がしても破れない程度の接着力を持っていた。また、何度でも繰り返し使用できた。この接着剤は、1972年に特許を取得し、「スプレーに適している」と説明された。シルバーは、この接着剤の用途を見つけるのに長年苦労し、社内の色々な人に話を持ちかけていた。そこから、社内では"Mr. Persistent"（粘り強い人）として知られるようになったという。
1974年、3M社のテープ部門の化学エンジニアであるアート・フライは、スペンサー・シルバーが開催した、自身が開発した接着剤の特性を説明する社内セミナーに参加した。フライは、この接着剤を見て、教会で歌うときに紙製の栞が落ちないようにするという課題を解決できる可能性があると考えた。フライは、シルバーの接着剤を使って痕が残らない接着できる栞を開発した。この商品は、1977年から"Post 'n Peel"（ポストンピール）という名前でアメリカの4都市で販売され、1980年からは"Post-it Notes"（ポストイット・ノート）として全米で販売された。現在のポストイットは、1993年にフライが「再配置可能な感圧性粘着シート材料」として特許を取得したものである。
シルバーは3M社で30年以上勤務し、1996年に退職するまで企業内科学者の地位にあった。他にシルバーが開発したものには、ブロック共重合体や免疫診断薬などがある。また、20件以上の米国特許を取得している。
1998年にアメリカ化学会の創造的発明賞を受賞し、2011年には全米発明家殿堂に殿堂入りした。
2021年5月8日、心室頻拍によりミネソタ州セントポールの自宅において80歳で亡くなった。

## 私生活
- シルバーは、プログラマーのリンダ・マーティン(Linda Martin)と結婚した。リンダは学部生の時にコロラド大学ボルダー校の化学部でアルバイトをしており、シルバーは同大学の博士課程に在籍中に出会った。2人は1965年に結婚し、2人の娘をもうけた。そのうち1人は2017年に死去した[4]。
- シルバーは趣味で絵を描いていたが、退職後は本格的に絵を描くようになり、油絵やパステルをキャンバスに描いたり、アクリル絵の具で抽象画を描いたりしていた[4]。